# Калюжний Олексій Миколайович
Олексій Миколайович Калюжний (біл. Аляксей Мікалаевіч Калюжны; 13 червня 1977, м. Мінськ, СРСР) — білоруський хокеїст, центральний нападник. Виступає за Динамо (Мінськ) у Континентальній хокейній лізі. Заслужений майстер спорту Республіки Білорусь (2002). 
Вихованець хокейної школи «Юність» (Мінськ), тренер — Б. Черчес. Виступав за «Динамо» (Москва), «Нафтохімік» (Нижнєкамськ), «Металург» (Магнітогорськ), «Сєвєрсталь» (Череповець), «Юність» (Мінськ), «Авангард» (Омськ), «Локомотив» (Ярославль), Динамо (Мінськ).
У складі національної збірної Білорусі провів 109 матчів (24 голи, 56 передач); учасник зимових Олімпійських ігор 1998, 2002 і 2010, учасник чемпіонатів світу 1997 (група B), 1998, 1999, 2000, 2001, 2002 (дивізіон I), 2003, 2004 (дивізіон I), 2005, 2008, 2009, 2010 і 2012. У складі молодіжної збірної Білорусі учасник чемпіонатів світу 1996 (група C) і 1997 (група C).
Досягнення
- Чемпіон Росії (2000, 2001), срібний призер (1999, 2003, 2006), бронзовий призер (2002, 2007)
- Фіналіст Євроліги (1999)
- Володар Суперкубка Європи (2000)
- Фіналіст Континентального кубка (2007)
- Найкращий хокеїст року Білорусі (2010).